# Jiraiya (Naruto)
Jiraiya (自来也?), conosciuto anche come Grande saggio condottiero dei Rospi, Eremita dei Rospi o Eremita Porcello (Eremita Dongiovanni nell'edizione italiana dell'anime), è un personaggio del manga e anime Naruto, scritto e disegnato da Masashi Kishimoto.
Diverse riviste specializzate hanno espresso critiche positive sul personaggio, apprezzando la sua personalità e il suo sviluppo durante la serie. È apparso in molti dei principali sondaggi popolari di Shonen Jump: nel secondo e nel terzo sondaggio si è sempre classificato tra i primi dieci, nel quarto invece si è classificato undicesimo.

## Il personaggio

### Creazione e sviluppo
I nomi di Jiraiya, Tsunade e Orochimaru derivano dal racconto tradizionale giapponese Jiraiya goketsu monogatari: il suo nome, in particolare, significa "che arriva per conto suo", in riferimento al fatto che entra ed esce continuamente dal villaggio. La scrittura del suo nome è identica a quella della parola "Giovane Lampo" e deriva dalla parola Garaiya, dalla storia cinese di Kaishi, che significa "arrivo".
Il kanji sul suo coprifronte  (油?, Abura) significa "olio" e probabilmente ha a che fare con l'uso dell'olio di rospo come medicinale e con l'attacco combinato fuoco-olio con Gamabunta.

Il kanji Abura (油^{?} lett. "olio") rappresentato sul coprifronte di Jiraiya.

Kishimoto aveva ideato Jiraiya con uno stile completamente diverso e le sue capacità erano molto più limitate: era infatti in grado solo di evocare rospi all'altezza degli esseri umani; ben presto tuttavia abbandonò questa idea perché la considerava un fallimento. In un'intervista l'autore ha spiegato lo sviluppo del personaggio quando si trova in compagnia di Naruto: i due, infatti, hanno caratteristiche e personalità simili in quanto entrambi vogliono redimere il loro migliore amico e riportarlo al villaggio e sono innamorati fin dall'infanzia della loro compagna di team.

### Personalità
Quando Jiraiya era giovane era molto simile a Naruto, tanto che durante la "prova dei campanelli" che Hiruzen Sarutobi fece sostenere ai suoi tre allievi subì la stessa sorte che capiterà anni più tardi al suo allievo (cioè verrà legato ad un palo per tutto il giorno e costretto a saltare il pranzo).
È molto fiero della propria perversione, tanto da auto-proclamarsi "super-pervertito" visto che gli piace nascondersi vicino ai luoghi in cui le donne fanno il bagno per spiarle sin da quando era piccolo; nonostante questo non gli piace essere chiamato "Eremita porcello" (エロ仙人, Ero-sennin). Quando era giovane fu scoperto a spiare le ragazze da Tsunade, che per la rabbia lo malmenò con la sua incredibile forza riducendolo in fin di vita rompendogli entrambe le braccia, sei costole e danneggiando un paio di organi interni: questa è a suo dire una delle due sole volte in cui ha rischiato la vita, mentre la seconda fu quando Naruto sviluppò la quarta coda della Volpe a Nove Code durante un allenamento.
Dopo aver lasciato Konoha divenne autore di libri per adulti come Il paradiso della pomiciata, che Kakashi Hatake legge con piacere, La violenza della pomiciata e Le tattiche della pomiciata; la sua opera prima è stato lo pseudobiblion Naruto - La leggenda dei ninja coraggiosi, scritto in realtà da Akira Higashiyama, che scrisse durante la sua permanenza nel Villaggio della Pioggia. Nonostante le poche vendite il suo allievo Minato Namikaze lo lodò dicendo che il protagonista del romanzo assomigliava molto al suo autore e rivelò di volere che suo figlio diventasse un ninja come lui. Minato, infatti, deciderà di dare lo stesso nome a suo figlio chiedendo a Jiraiya di fare da padrino a Naruto.
Ebbe l'occasione di diventare Hokage dopo la morte del Terzo, ma declinò l'offerta dicendo di essere un vecchio pigro non adatto ad un incarico simile.

## Storia
Jiraiya è stato allievo del Terzo Hokage Hiruzen Sarutobi insieme a Tsunade e Orochimaru. Diventato adulto e in cerca del suo cammino giunse al monte Myoboku, dominio dei rospi, e durante la sua permanenza incontrò i grandi rospi eremiti Shima e Fukasaku, dai quali impara la modalità eremitica, e il Sommo rospo eremita, che gli predisse che un giorno avrebbe dovuto fare una scelta che avrebbe condotto il mondo verso la pace o verso la distruzione.
Nel corso della Seconda guerra ninja Jiraiya, Tsunade e Orochimaru furono gli unici shinobi della Foglia a sopravvivere alla battaglia contro il Villaggio della Pioggia tanto che il capo di quest'ultimo, Hanzo la Salamandra, li proclamò "I tre ninja supremi" (伝説の三忍?, Densetsu no sannin); finita la guerra prese come allievi tre orfani del Villaggio della Pioggia, Nagato, Yahiko e Konan, e dopo circa tre anni fece ritorno al Villaggio della Foglia. Successivamente divenne maestro di Minato Namikaze e di altri due genin sconosciuti.
Minato divenne il Quarto Hokage soffiando il posto ad Orochimaru, che bramava ardentemente la carica e che perciò fuggì unendosi all'Organizzazione Alba: Jiraiya cercò di fermarlo ma non ci riuscì e il rammarico lo perseguitò sempre. Dopo l'attacco di Tobi al Villaggio gli viene consegnata la chiave del sigillo ottagonale, grazie al quale Minato sigillò la Volpe a Nove Code dentro Naruto.
Fa la sua prima apparizione durante gli esami di selezione dei chunin allenando Naruto al posto di Ebisu in vista della terza e ultima prova d'esame; successivamente offre il suo supporto nella battaglia contro i ninja del Villaggio del Suono di Orochimaru e della Sabbia. Terminata l'invasione racconta di aver ottenuto informazioni su di un'organizzazione che fino a poco prima era stata latente, Alba, la quale è alla ricerca dei cercoteri e di conseguenza anche della Volpe sigillata in Naruto: poco dopo riesce a respingere e a costringere alla ritirata due membri dell'Organizzazione, Kisame Hoshigaki e Itachi Uchiha, che si erano infiltrati nel villaggio proprio alla ricerca di Naruto.
Jiraiya viene quindi scelto dal consiglio del Paese del Fuoco come successore del suo maestro ma rifiuta la carica di Hokage affermando di non essere adatto e indicando al suo posto la sua vecchia compagna di team Tsunade: partirà quindi alla sua ricerca assieme a Naruto per convincerla ad accettare la nomina scontrandosi con Orochimaru e il suo sottoposto Kabuto Yakushi.
Riappare in seguito allo scontro tra Naruto e Sasuke Uchiha alla Valle dell'Epilogo proponendo all'allievo un lungo allenamento di tre anni con lo scopo di renderlo più forte e prepararlo al prossimo incontro con Sasuke.

Schiena di Fukasaku con sopra il codice scritto da Jiraiya

Durante questo periodo Jiraiya prova a far controllare a Naruto il proprio cercoterio allentando il Sigillo ottagonale, ma il ragazzo perde il controllo e ferisce gravemente il proprio maestro. Terminato l'allenamento Jiraiya torna al Villaggio della Foglia e viene a conoscenza che Gaara, il quinto Kazekage, è stato rapito da Alba e perciò si separa dall'allievo per andare a raccogliere altre informazioni.
Successivamente, con il consenso del quinto Hokage, si infiltra da solo nel Villaggio della Pioggia, che ha scoperto essere la base del leader dell'organizzazione, e interrogando due ninja apprende che Hanzo, ex capo villaggio, è stato ucciso dal misterioso Pain: si scontrerà quindi con l'ex allieva Konan e poi con Pain stesso, possessore del Rinnegan. Nonostante l'aiuto di Shima e Fukusaku e il ricorso alla modalità eremitica Jiraiya viene gravemente sconfitto, ma prima di venire ucciso riesce a scoprire il segreto che si cela dietro ai poteri del misterioso ninja incidendo sulla schiena di Fukusaku un messaggio criptato che affida al Villaggio della Foglia e in particolar modo a Naruto.

## Capacità ninja

Il cambiamento dei segni sul volto di Jiraiya in seguito all'attivazione della modalità eremitica

Da giovane Jiraiya veniva spesso preso in giro dai suoi compagni di squadra perché considerato il meno bravo dei tre (storia che in seguito si ripeterà con Naruto e il Team 7), ma dopo molti anni di allenamento diviene uno dei ninja più potenti della serie: le sue eccezionali abilità sono confermate dallo scontro con l'ex allieva Konan, che riesce a sconfiggere in pochi istanti, con Pain e contro Kisame e Itachi.
Dotato di un'ottima abilità nel ninjutsu, in particolare nelle tecniche legate ai rospi, era dotato di una velocità sorprendente per un uomo della sua stazza (è infatti alto 191cm con un peso di 88kg, il che lo rende il ninja più imponente della Foglia), di una resistenza e di una forza fisica davvero notevoli e di una conoscenza vastissima dei sigilli; stando a quanto dice Kakashi, inoltre, Jiraiya è molto abile nell'infiltrazione e nello spionaggio, come conferma la sua missione nel Villaggio della Pioggia. L'unica sua carenza sono le arti illusorie, che è in grado di contrastare abbastanza efficacemente ma che non è in grado di utilizzare: questa lacuna viene però colmata dall'aiuto dei due rospi eremiti Shima e Fukusaku, che intervenendo al suo fianco quando utilizza la modalità eremitica possono utilizzare uno dei genjutsu più potenti della serie, il Canto dei Rospi. Dopo essersi allenato con il suo allievo Minato impara da quest'ultimo il Rasengan, nonché alcune sue varianti.

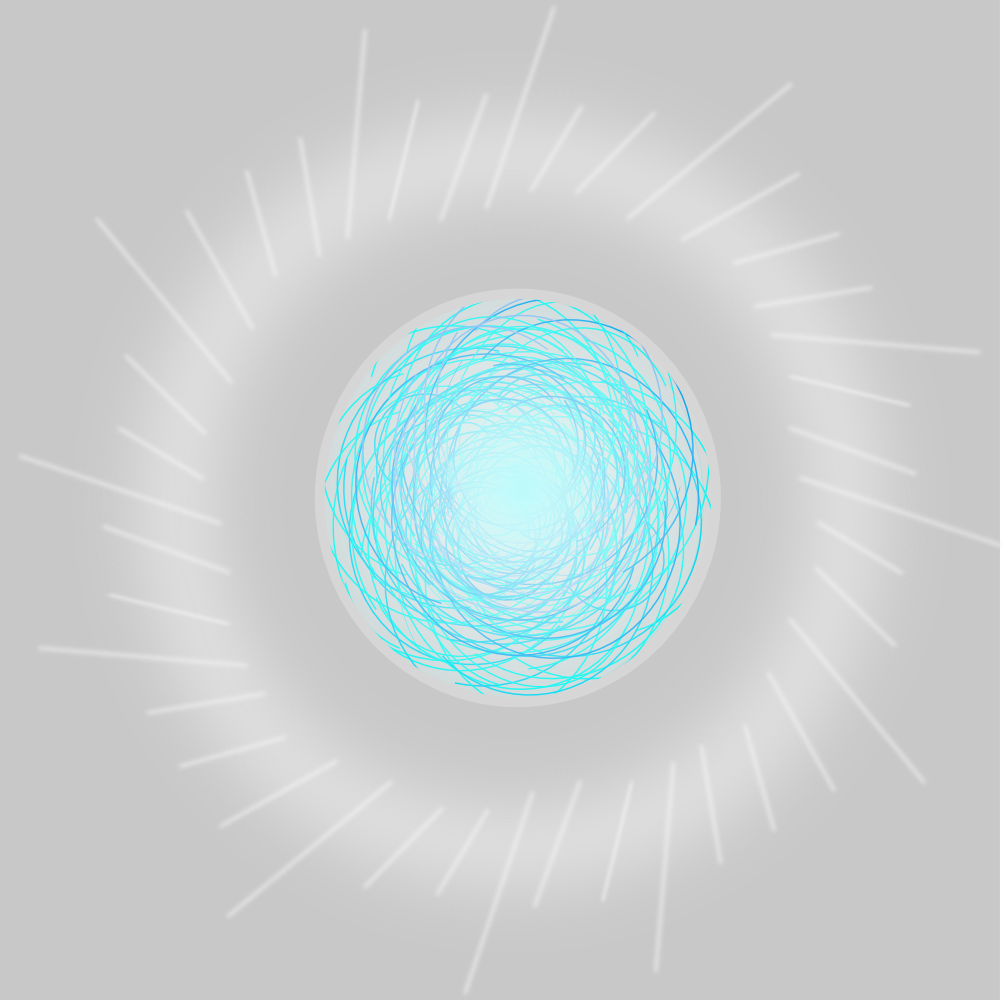
Il Rasengan

Jiraiya è il primo ninja che nella serie dimostra di essere in grado di usare la modalità eremitica: a differenza di Naruto, tuttavia, Jiraiya non la controlla perfettamente in quanto assume parzialmente l'aspetto di un rospo (per questo, divenendo poco attraente per le ragazze, vi ricorre solo in casi estremi) e ha bisogno dell'aiuto dei due rospi eremiti per attivarla. Era inoltre in grado di sputare olio e modellare a piacimento i propri capelli utilizzando piccole porzioni di chakra eremitico.

## Doppiaggio
Nella versione originale giapponese, Jiraiya è doppiato in tutti i media da Hōchū Ōtsuka da adulto, mentre da Tōru Nara quando è ragazzo.
Invece nella versione italiana, il personaggio da adulto è doppiato da Massimiliano Lotti, ad eccezione del film Naruto: La via dei ninja dove viene invece doppiato da Oliviero Corbetta e da Renato Novara quando è ragazzo.

## Altri media
Jiraiya è uno dei personaggi principali del manga e dell'anime. Appare in tutti i videogiochi di Naruto, comprese le serie Naruto: Clash of Ninja e Naruto: Ultimate Ninja. Nel primo videogioco di Naruto, Ultimate Ninja, però, appare soltanto come supporto a Naruto e non è disponibile come personaggio giocabile, cosa che diventerà successivamente a partire dal secondo videogioco della stessa serie.
Nel videogioco Naruto: Clash of Ninja, Jiraiya fa la sua prima apparizione con l'aspetto della seconda serie.

## Accoglienza
Diverse riviste specializzate in anime e manga hanno espresso critiche positive sul personaggio apprezzando la sua personalità e il suo sviluppo durante la serie. DVDTimes ha lodato il carattere di Jiraiya, considerandolo uno dei migliori all'interno della serie, soprattutto grazie all'indole libertina del personaggio. Activeanime e IGN hanno lodato il suo rapporto con Naruto, e anche i litigi fra i due che nel manga diventano vere e proprie scenette comiche. Animeondvd loda anche l'introduzione del Jiraiya nella serie e la sua indole comica.